# Henry Drummond-Hay
Henry Maurice Drummond-Hay (7 giugno 1814 – 3 gennaio 1896) è stato un naturalista e ornitologo scozzese.

## Biografia
Era figlio del viceammiraglio Sir Adam Drummond, di Megginch Castle, nel Perthshire. Nel giugno 1832 entrò a far parte del 42º reggimento dei Royal Highlanders, servendo in Irlanda, Malta, Corfu, Bermuda, e ad Halifax, in Canada.
Drummond-Hay fu il primo presidente della British Ornithologists' Union nonché uno dei suoi venti fondatori nel 1858.
Dopo il matrimonio con Charlotte Elizabeth Richardson Hay, ereditiera di Seggieden, nel 1859 prese il suo cognome Hay. Negli ultimi 20 anni della sua vita si dedicò allo studio della storia naturale del Perthshire e di Tayside, soprattutto sulla creazione del museo di Perth.
Anche il figlio, chiamato anch'esso Henry Maurice Drummond-Hay (1869–1932), fu un naturalista e proprietario di piantagioni nella Ceylon britannica (l'odierno Sri Lanka). Il figlio è commemorato nei nomi scientifici di due serpenti, Aspidura drummondhayi e Rhinophis drummondhayi.